# Nippon Series 2011
Die Nippon Series 2011, nach Sponsorenverträgen offiziell Konami Nippon Series 2011 (jap. コナミ日本シリーズ2011, Konami Nippon shirīzu nisenjūichi), war die 62. Auflage der Finalserie der japanischen Baseballmeisterschaft. Die Fukuoka SoftBank Hawks aus der Pacific League unter Manager Kōji Akiyama trafen auf die Chūnichi Dragons aus der Central League unter Manager Hiromitsu Ochiai, der bereits seinen Rückzug zum Ende der Saison erklärt hatte. Die Fukuoka SoftBank Hawks gewannen die Best-of-Seven-Serie mit vier zu drei Spielen und nahmen ab dem 25. November 2011 an der nach dreijähriger Unterbrechung wieder ausgetragenen Asia Series unter den Meistern aus vier asiatisch-pazifischen Nationen teil und unterlagen dort im Finale den Samsung Lions.
Als MVP der Serie wurde SoftBank-Infielder und Kapitän Hiroki Kokubo ausgezeichnet, der älteste MVP in der Geschichte der Nippon Series.

## Saisonfinale und Playoffs
In der regulären Saison der Pacific League standen die Fukuoka SoftBank Hawks Anfang Oktober wie im Vorjahr als Ligagewinner fest. Sie konnten bereits im Mai und Juni die kōryū-sen, die Interleague Series gegen Mannschaften der Central League, mit 18 Siegen bei nur vier Niederlagen und zwei Unentschieden als beste Mannschaft beider Ligen beenden, rangen dann mit den Hokkaidō Nippon Ham Fighters um die Führung in der Pacific League, bevor die Fighters ab Ende August zurückfielen. Die Saitama Seibu Lions zogen erst in ihrem letzten, 144. Spiel an den Orix Buffaloes vorbei und sicherten sich damit den dritten Playoffplatz.
In der Central League führten die Tōkyō Yakult Swallows die Liga lange mit deutlichem Vorsprung auf die vier fast gleich starken Verfolger an, bevor ab September die Chūnichi Dragons den zweiten Platz übernahmen, zum Saisonfinale im Oktober zu Yakult aufschließen und schließlich vorbeiziehen konnten.
| Central League | Central League        | Central League | Central League | Central League | Central League | Central League | Pacific League | Pacific League               | Pacific League | Pacific League | Pacific League | Pacific League | Pacific League |
| #              | Team                  | S              | N              | U              | GB             | Siegquote      | #              | Team                         | S              | N              | U              | GB             | Siegquote      |
| -------------- | --------------------- | -------------- | -------------- | -------------- | -------------- | -------------- | -------------- | ---------------------------- | -------------- | -------------- | -------------- | -------------- | -------------- |
| 1.             | Chūnichi Dragons      | 75             | 59             | 10             | –              | .560           | 1.             | Fukuoka SoftBank Hawks       | 88             | 46             | 10             | –              | .6570          |
| 2.             | Tōkyō Yakult Swallows | 70             | 59             | 15             | 2.5            | .543           | 2.             | Hokkaidō Nippon Ham Fighters | 72             | 65             | 7              | 17.5           | .5260          |
| 3.             | Yomiuri Giants        | 71             | 62             | 11             | 1              | .534           | 3.             | Saitama Seibu Lions          | 68             | 67             | 9              | 3              | .5037          |
| 4.             | Hanshin Tigers        | 68             | 70             | 6              | 5.5            | .493           | 4.             | Orix Buffaloes               | 69             | 68             | 7              | 0              | .5036          |
| 5.             | Hiroshima Tōyō Carp   | 60             | 76             | 8              | 7              | .441           | 5.             | Tōhoku Rakuten Golden Eagles | 66             | 71             | 7              | 3              | .4820          |
| 6.             | Yokohama BayStars     | 47             | 86             | 11             | 11.5           | .353           | 6.             | Chiba Lotte Marines          | 54             | 79             | 11             | 10             | .4060          |

### Climax Series
Die Playoffs begannen 2011 in beiden Ligen gleichzeitig am 29. Oktober mit der First Stage der Climax Series. Die Final Stage der Climax Series begann in der Central League am 2., in der Pacific League am 3. November. Die beiden Erstplatzierten der regulären Saison setzten sich durch.
Die Saitama Seibu Lions gewannen zwar glatt in zwei Spielen (5–2 (11) und 8–1) auswärts gegen Nippon Ham, unterlagen aber dann dreimal den Hawks (2–4, 2–7, 1–2 (12)), die damit zum 14. Mal in die Finalserie einzogen – erstmals seit 2003. In der Central League gewann Yakult im heimischen Jingū-Stadion gegen die Giants (3–2, 2–6, 3–1), konnte die Dragons im Nagoya Dome aber nicht bezwingen (1–2, 3–1, 2–1, 1–5, 1–2), die damit wie im Vorjahr und insgesamt zum zehnten Mal die Nippon Series für die Central League bestritten.
| Climax Series Stage 1 | Climax Series Stage 1        | Climax Series Stage 1 |                        | Climax Series Stage 2 | Climax Series Stage 2  | Climax Series Stage 2 |  |   | Nippon Series    | Nippon Series | Nippon Series |
|                       |                              |                       |                        |                       |                        |                       |  |   |                  |               |               |
| 3                     | Yomiuri Giants               | 1                     |                        | 2                     | Tōkyō Yakult Swallows  | 2                     |  |   |                  |               |               |
| 2                     | Tōkyō Yakult Swallows        | 2                     |                        | 1                     | Chūnichi Dragons       | 3+1                   |  |   |                  |               |               |
| Central League        |                              |                       |                        |                       |                        |                       |  |   |                  |               |               |
|                       |                              |                       |                        |                       |                        |                       |  | 1 | Chūnichi Dragons | 3             |               |
|                       |                              | 1                     | Fukuoka SoftBank Hawks | 4                     |                        |                       |  |   |                  |               |               |
|                       |                              |                       |                        |                       |                        |                       |  |   |                  |               |               |
| 3                     | Saitama Seibu Lions          | 2                     |                        | 3                     | Saitama Seibu Lions    | 0                     |  |   |                  |               |               |
| 2                     | Hokkaidō Nippon Ham Fighters | 0                     |                        | 1                     | Fukuoka SoftBank Hawks | 3+1                   |  |   |                  |               |               |
| Pacific League        |                              |                       |                        |                       |                        |                       |  |   |                  |               |               |

## Spielüberblick
In der Nippon Series trafen Chūnichi Dragons und Fukuoka SoftBank Hawks (damals noch als Fukuoka Daiei Hawks) zuletzt 1999 aufeinander, als die Hawks in vier zu eins Spielen ihren ersten Meistertitel seit 35 Jahren gewannen.
2011 hatten die Dragons in der regulären Saison den schlechtesten Team Batting Average ihrer Liga (.228), aber mit 2.46 den besten Team-ERA. Die Hawks hatten die Pacific League sowohl in der Offensive als auch beim Pitching dominiert (Team-AVG .267, Team-ERA 2.32).
Erstmals seit 1994 wurde mit Spiel 1 als Nachmittagsspiel (13 Uhr) ein day game in der Nippon Series ausgetragen.
| Spiel                          | Datum             | Gast                   | Score | Heim                   | Score | Starter (CHU – SOF)             | Gesamtstand (CHU – SOF) | Stadion      | Zuschauer |
| ------------------------------ | ----------------- | ---------------------- | ----- | ---------------------- | ----- | ------------------------------- | ----------------------- | ------------ | --------- |
| 1                              | 12. November 2011 | Chūnichi Dragons       | 2     | Fukuoka SoftBank Hawks | 1     | Chen (Win: Asao) – Wada         | 1 – 0                   | Fukuoka Dome | 34.457    |
| 2                              | 13. November 2011 | Chūnichi Dragons       | 2     | Fukuoka SoftBank Hawks | 1     | Yoshimi (Win: Hirai) – Sugiuchi | 2 – 0                   | Fukuoka Dome | 34.758    |
| 3                              | 15. November 2011 | Fukuoka SoftBank Hawks | 4     | Chūnichi Dragons       | 2     | Nelson – Settsu                 | 2 – 1                   | Nagoya Dome  | 38.041    |
| 4                              | 16. November 2011 | Fukuoka SoftBank Hawks | 2     | Chūnichi Dragons       | 1     | Kawai – Houlton                 | 2 – 2                   | Nagoya Dome  | 38.041    |
| 5                              | 17. November 2011 | Fukuoka SoftBank Hawks | 5     | Chūnichi Dragons       | 0     | Chen – Yamada                   | 2 – 3                   | Nagoya Dome  | 38.051    |
| 6                              | 19. November 2011 | Chūnichi Dragons       | 2     | Fukuoka SoftBank Hawks | 1     | Yoshimi – Wada                  | 3 – 3                   | Fukuoka Dome | 34.927    |
| 7                              | 20. November 2011 | Chūnichi Dragons       | 0     | Fukuoka SoftBank Hawks | 3     | Yamai – Sugiuchi                | 3 – 4                   | Fukuoka Dome | 34.737    |
| SoftBank schlägt Chūnichi 4–3. |                   |                        |       |                        |       |                                 |                         |              |           |

### Spiel 1

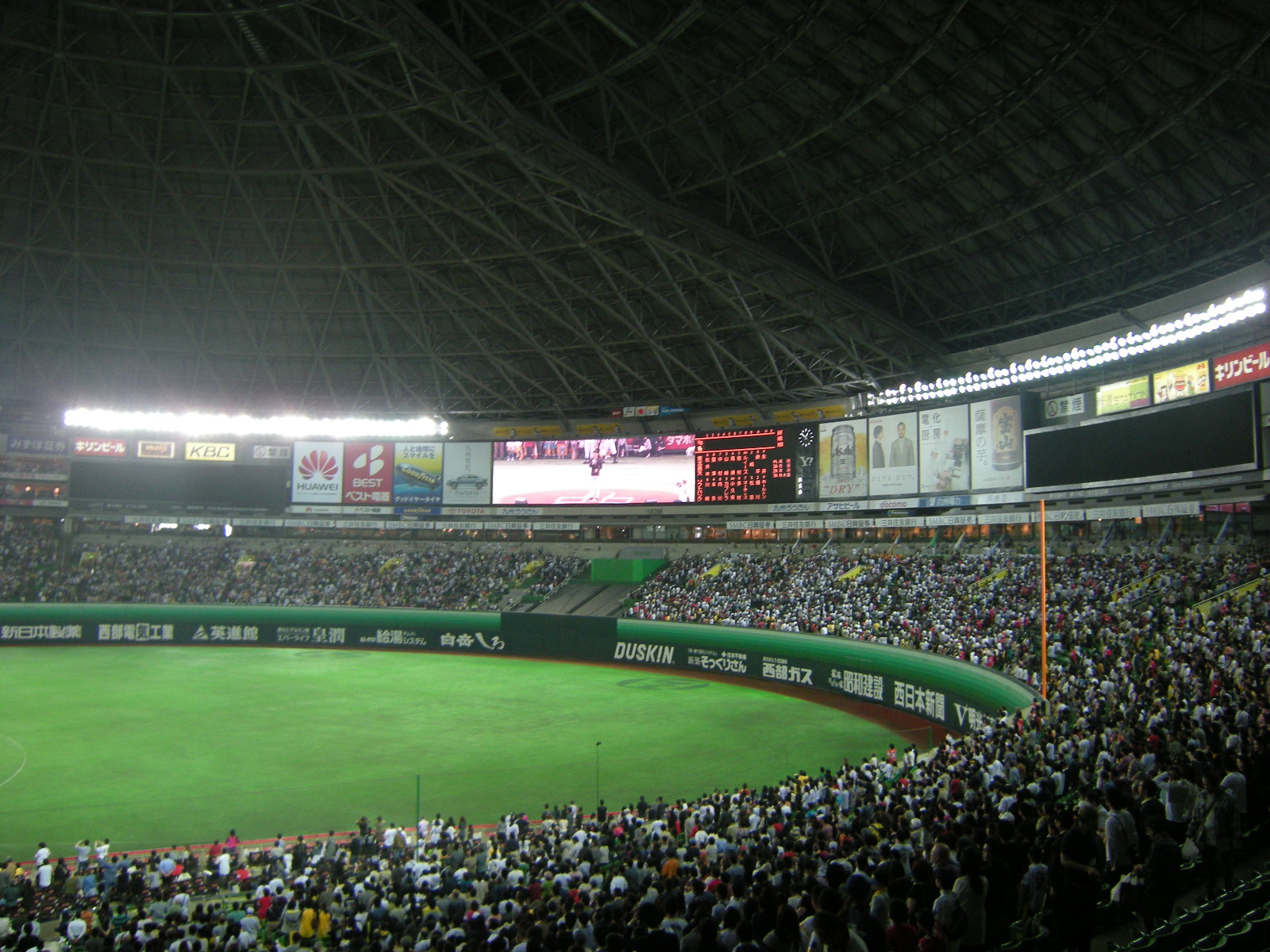
Eröffnet wurde die Serie 2011 im Fukuoka Dome, wo SoftBank in der regulären Saison in 68 Spielen 46 Siege verzeichnete – darunter zwei gegen Chūnichi.

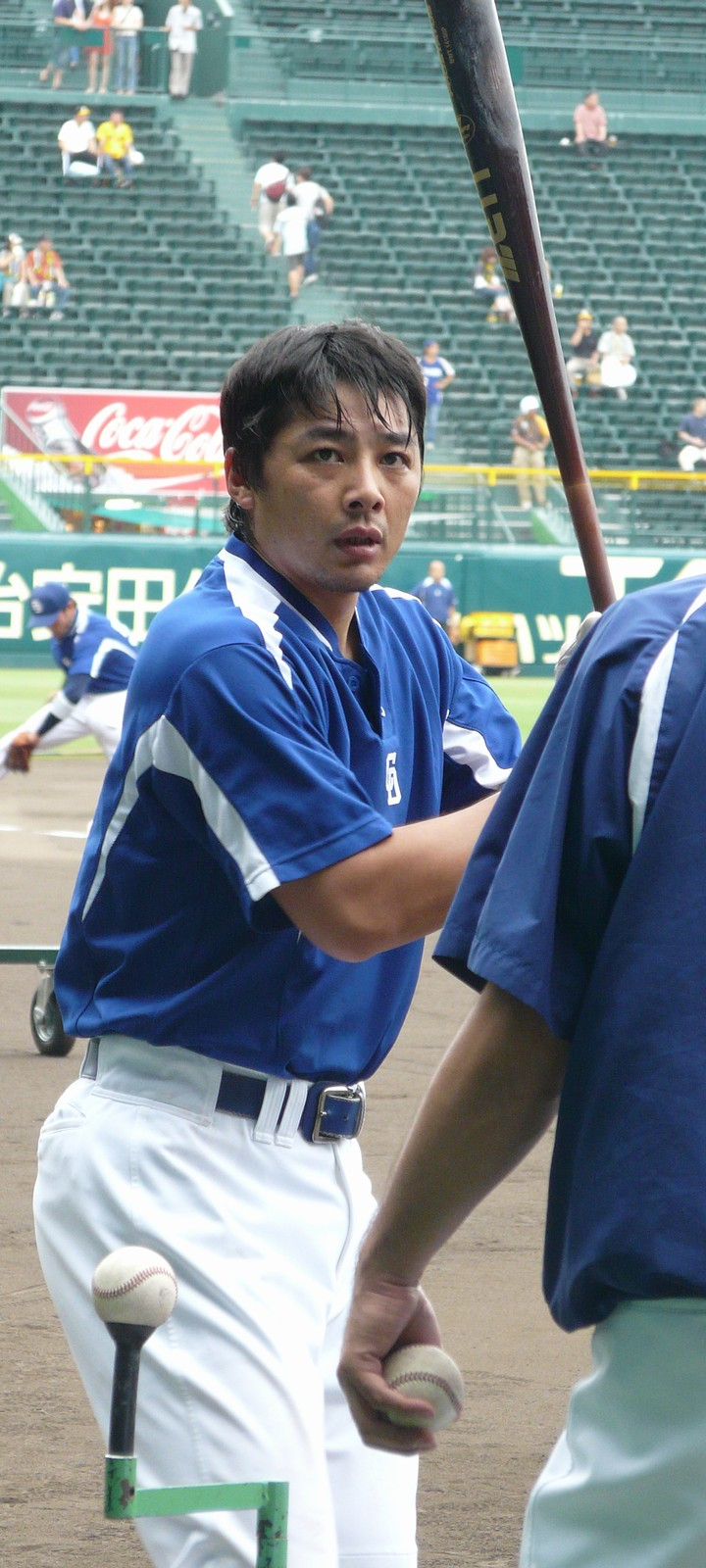
Masahiko Morino schlug in Spiel 2 drei Hits in fünf At-Bats, darunter im zehnten Inning den spielentscheidenden RBI-Single.

Die Serie 2011 eröffnete für Chūnichi nicht Pitcherass Kazuki Yoshimi, der nach einer exzellenten Saison den Vorzug in der Climax Series erhalten hatte, sondern Chen Weiyin. Für SoftBank stand Linkshänder Tsuyoshi Wada auf dem Mound, der in den ersten vier Innings jeweils nur drei Batter sah. Chen musste im vierten Inning den ersten Run zulassen, als ihm bei einem Out und Runnern auf den ersten beiden Bases Yūya Hasegawa einen RBI-Single abnahm. Im siebten Inning brachte Kazuhiro Wada mit einem Solo-Homer den Dragons ihren ersten Hit des Spiels und den Ausgleich. Wada und Chen pitchten beide acht Innings, im neunten konnte keine Mannschaft das Spiel entscheiden.
Im zehnten Inning erzielte Outfielder Masaaki Koike gegen Reliever Takahiro Mahara einen weiteren Homerun für Chūnichi. In der unteren Hälfte des Innings machte Closer Hitoki Iwase den Auftaktsieg der Dragons perfekt.
| Team     | 1 | 2 | 3 | 4 | 5 | 6 | 7 | 8 | 9 | 10 | R | H | E |
| -------- | - | - | - | - | - | - | - | - | - | -- | - | - | - |
| Chūnichi | 0 | 0 | 0 | 0 | 0 | 0 | 1 | 0 | 0 | 1  | 2 | 4 | 1 |
| SoftBank | 0 | 0 | 0 | 1 | 0 | 0 | 0 | 0 | 0 | 0  | 1 | 4 | 1 |

Starting Pitchers: CHU – Chen Weiyin  SOF – Tsuyoshi Wada   WP: Takuya Asao   LP: Takahiro Mahara  SV: Hitoki Iwase  

### Spiel 2
Das zweite Spiel in Fukuoka wurde für die Hawks von Linkshänder Toshiya Sugiuchi eröffnet, für die Dragons warf zu Beginn Kazuki Yoshimi. Beide hielten das Spiel über sechs Innings punktlos, auch wenn vor allem die Batter von SoftBank mehrere Hits verzeichneten. Im siebten Inning eröffnete ein Double von Third Baseman Masahiko Morino eine Chance, die Right Fielder Ryōsuke Hirata mit einem weiteren Double zur 1-0-Führung nutzen konnte. In der unteren Hälfte des Innings konnte SoftBank nach Hits von Yūya Hasegawa und Hitoshi Tamura durch einen Hit von Munenori Kawasaki ausgleichen.
Die Starter beider Mannschaften wurden danach ausgewechselt (Yoshimi im siebten, Sugiuchi im achten Inning), und die Bullpens konnten die Begegnung bis zum Ende des neunten ohne weiteren Run und damit erneut in die Verlängerung zwingen. Im zehnten Inning musste SoftBank-Reliever Takahiro Mahara bei zwei Outs einen Single von Masahiro Araki zulassen, den er danach mit glatt vier Balls für Hirokazu Ibata auf die zweite Base vorrücken ließ. Masahiko Morino schlug anschließend den RBI-Single, der Chūnichi in Führung brachte. Closer Hitoki Iwase hielt die Hawks in der unteren Hälfte hit- und punktlos. Die Dragons reisten mit zwei Spielen Vorsprung zu den Heimspielen nach Nagoya.
| Team     | 1 | 2 | 3 | 4 | 5 | 6 | 7 | 8 | 9 | 10 | R | H | E |
| -------- | - | - | - | - | - | - | - | - | - | -- | - | - | - |
| Chūnichi | 0 | 0 | 0 | 0 | 0 | 0 | 1 | 0 | 0 | 1  | 2 | 7 | 0 |
| SoftBank | 0 | 0 | 0 | 0 | 0 | 0 | 1 | 0 | 0 | 0  | 1 | 8 | 0 |

Starting Pitchers: CHU – Kazuki Yoshimi  SOF – Toshiya Sugiuchi   WP: Masafumi Hirai   LP: Takahiro Mahara  SV: Hitoki Iwase  

### Spiel 3

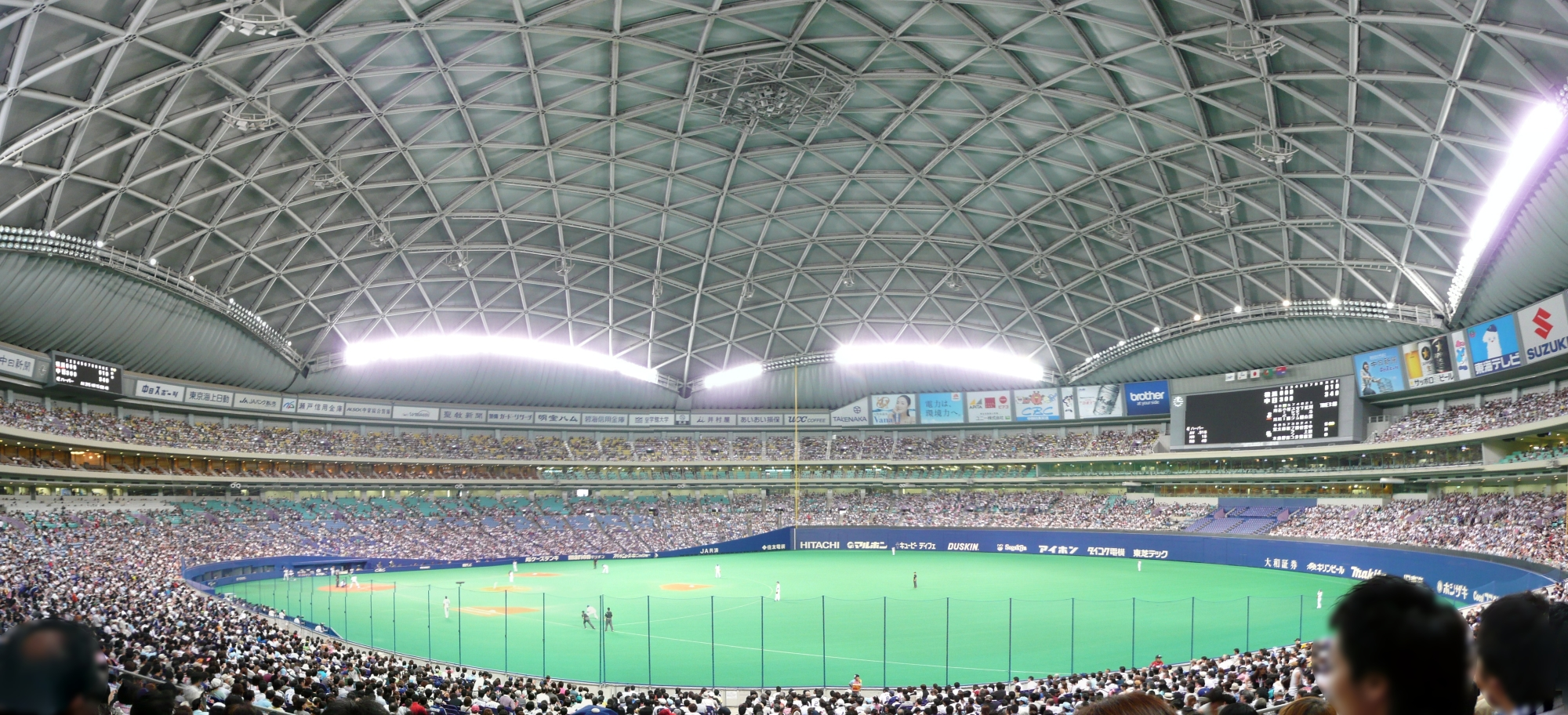
Der Nagoya Dome gilt als Pitcher Park, der der Stärke der Dragons auf dem Mound entgegenkommen soll.

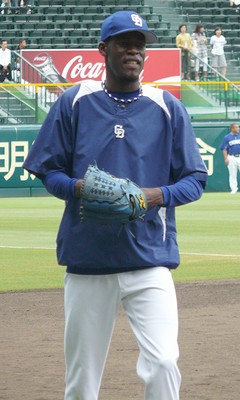
Maximo Nelson ließ in Spiel 3 in 5 2/3 Innings neun Hits und die spielentscheidenden Runs zu.

Im Nagoya Dome eröffneten für Chūnichi Maximo Nelson und für SoftBank Tadashi Settsu Spiel 3. Während Settsu in sieben Innings nur vier Hits und einen Run durch einen Sacrifice Hit von Hirokazu Ibata im sechsten Inning zuließ, kamen die Hawks schon im ersten Inning durch einen RBI von Nobuhiro Matsuda auf die Anzeigetafel. Im vierten Inning baute SoftBank durch einen Hit von Yūya Hasegawa und den anschließenden 2-Run-Homerun von Hitoshi Tamura seine Führung aus. Nelson wurde im sechsten Inning abgelöst.
Im achten Inning erhöhten ein Solo-Homerun von SoftBank-Catcher Tōru Hosokawa und ein Sac Fly von Chūnichi-Shortstop Masahiro Araki den Spielstand auf 4–2. Im neunten Inning konnte Brian Falkenborg, der zu Beginn der regulären Saison 2011 zeitweise die Closer-Rolle für Takahiro Mahara übernommen hatte, weitere Hits verhindern und den Anschlusssieg der Hawks sichern.
| Team     | 1 | 2 | 3 | 4 | 5 | 6 | 7 | 8 | 9 | R | H  | E |
| -------- | - | - | - | - | - | - | - | - | - | - | -- | - |
| SoftBank | 1 | 0 | 0 | 2 | 0 | 0 | 0 | 1 | 0 | 4 | 12 | 1 |
| Chūnichi | 0 | 0 | 0 | 0 | 0 | 1 | 0 | 1 | 0 | 2 | 4  | 1 |

Starting Pitchers: SOF – Tadashi Settsu  CHU – Maximo Nelson   WP: Tadashi Settsu   LP: Nelson  SV: Brian Falkenborg  

### Spiel 4

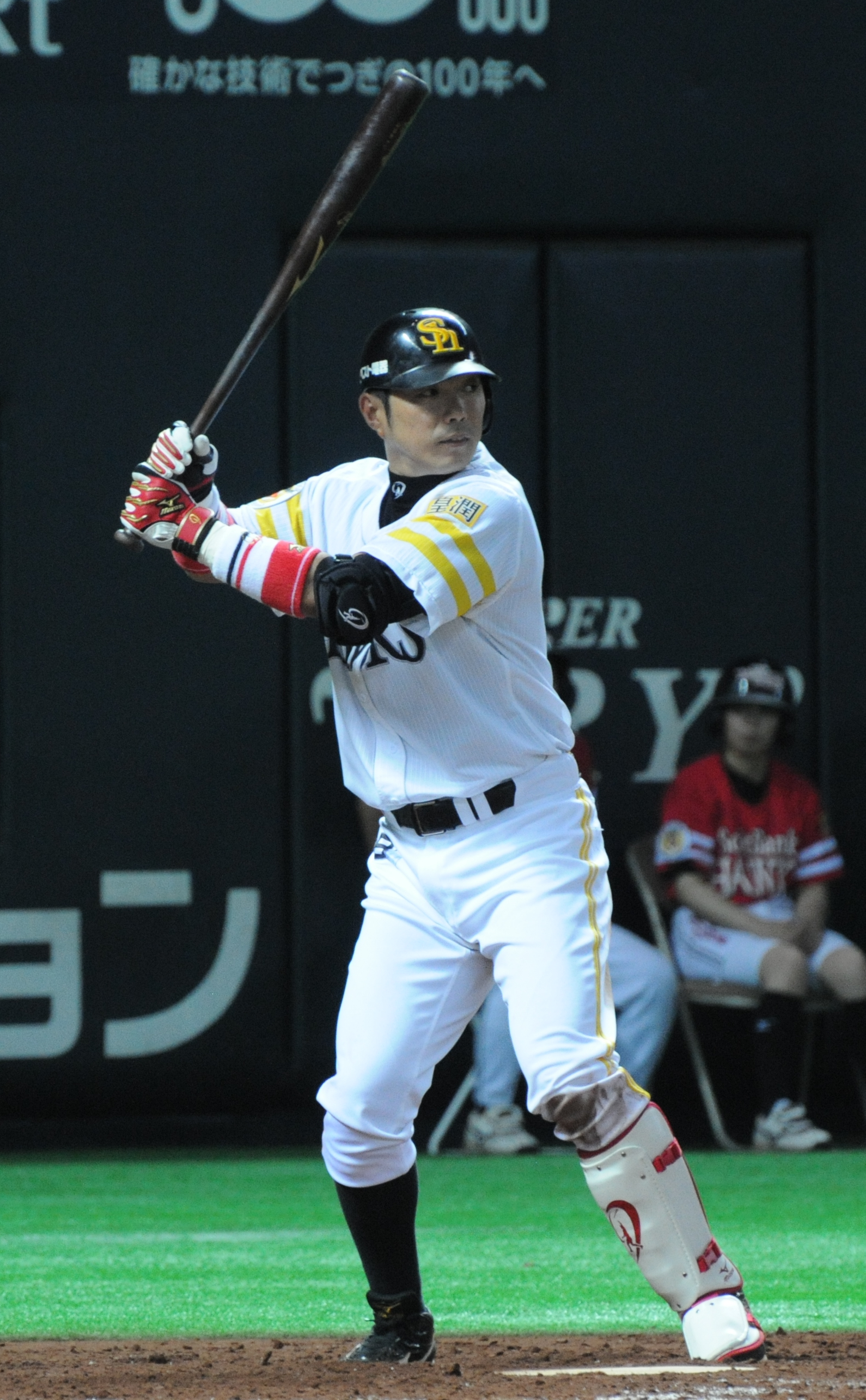
Der 40-jährige Hawks-Kapitän Hiroki Kokubo brachte seiner Mannschaft zu Beginn von Spiel 4 die Führung, die sie danach nicht mehr abgab.

Das vierte Spiel der Serie eröffnete für Chūnichi der Linkshänder Yūdai Kawai: Schon im ersten Inning brachten Hits von Munenori Kawasaki und PL Batting Champion Seiichi Uchikawa bei einem Out die spielentscheidenden Runs für SoftBank auf das Feld, die ein RBI-Single von Mannschaftskapitän Hiroki Kokubu und ein Error von Shortstop Masahiro Araki zur 2-0-Führung der Gäste verwandelten. Kawai ließ danach in den folgenden vier Innings nur zwei weitere Hits zu, musste aber auf Unterstützung durch die Offensive hoffen, um einen Loss zu verhindern.
Für die Hawks übernahm D. J. Houlton den Mound, der in der regulären Saison die Liga mit 19 Wins neben Masahiro Tanaka (Rakuten) angeführt hatte. In fünf Innings ließ er nur drei Hits zu, darunter im fünften Inning einen RBI von Masahiro Araki zum Anschlussrun. Die untere Hälfte des sechsten Inning begann das Dragons-Lineup mit Hits von Masahiko Morino und Tony Blanco, die zu Runnern auf Bases zwei und drei führten. Nachdem Houlton anschließend mit einem Walk für Kazuhiro Wada die Bases ohne Out vollmachte, wurde er durch Masahiko Morifuku abgelöst. Morifuku begann mit einem Strikeout für Pinch Hitter Masaaki Koike; ein Flyout und ein Groundout beendeten anschließend die Dragons-Chance zum Ausgleich. Insgesamt zwei Innings von Morifuku und zwei von Closer Falkenborg blieben ohne Walk und ohne Hit. Die Hawks glichen die Serie aus und sicherten sich die Rückkehr nach Fukuoka im sechsten Spiel der Serie.
| Team     | 1 | 2 | 3 | 4 | 5 | 6 | 7 | 8 | 9 | R | H | E |
| -------- | - | - | - | - | - | - | - | - | - | - | - | - |
| SoftBank | 2 | 0 | 0 | 0 | 0 | 0 | 0 | 0 | 0 | 2 | 8 | 0 |
| Chūnichi | 0 | 0 | 0 | 0 | 1 | 0 | 0 | 0 | 0 | 1 | 5 | 1 |

Starting Pitchers: SOF – D. J. Houlton  CHU – Yūdai Kawai   WP: Houlton   LP: Kawai  SV: Falkenborg  

### Spiel 5

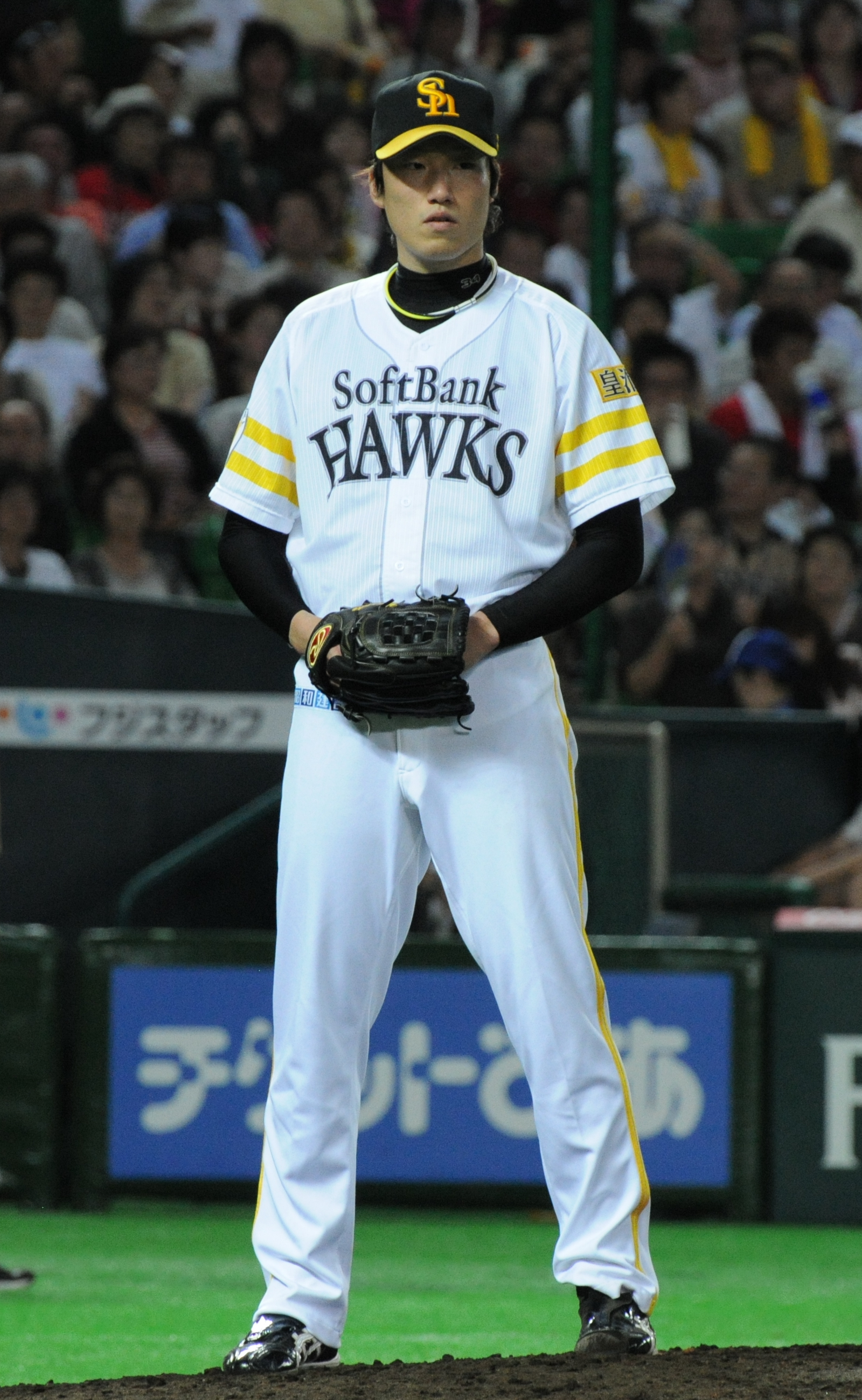
Hiroki Yamada

Für Chūnichi hatte Pitcher Chen Weiyin in Spiel 5 seinen zweiten Start in der Serie, für SoftBank warf Linkshänder Hiroki Yamada. Während Yamada in sechs Innings bei fünf Strikeouts ohne Walk nur drei Hits zuließ, ging seine Mannschaft schon im ersten Inning durch einen RBI-Single von Hiroki Kokubo in Führung. Die Führung wuchs durch einen RBI von Tōru Hosokawa im siebten Inning auf 2–0. Im achten Inning übernahm Reliever Jun’ichi Kawahara ohne Out volle Bases von Chen, die durch einen Walk und einen 2RBI-Single von Hitoshi Tamura zur 5-0-Führung für die Gäste führten. Auf der anderen Seite konnten die je ein Inning werfenden SoftBank-Reliever Tadashi Settsu, Masahiko Morifuku und Takahiro Mahara die Dragons ohne Run halten.
Chūnichi-Rightfielder Masaaki Koike wurde im vierten Inning verletzt ausgewechselt, nachdem er (erfolgreich) im Sprung einen Flyball zu fangen versuchte und mit der Outfieldmauer kollidierte.
| Team     | 1 | 2 | 3 | 4 | 5 | 6 | 7 | 8 | 9 | R | H  | E |
| -------- | - | - | - | - | - | - | - | - | - | - | -- | - |
| SoftBank | 1 | 0 | 0 | 0 | 0 | 0 | 1 | 3 | 0 | 5 | 10 | 0 |
| Chūnichi | 0 | 0 | 0 | 0 | 0 | 0 | 0 | 0 | 0 | 0 | 5  | 0 |

Starting Pitchers: SOF – Hiroki Yamada  CHU – Chen Weiyin   WP: Yamada   LP: Chen  

### Spiel 6
In Spiel 6 warf Chūnichi-Starter Kazuki Yoshimi souverän über 7 2/3 Innings (8 Strikeouts, kein Walk), in denen SoftBank nur ein Run gelang: durch einen Triple von Yūichi Honda und einen anschließenden RBI-Single von Seiichi Uchikawa. Auf der anderen Seite musste Tsuyoshi Wada schon im ersten Inning die spielentscheidenden Punkte zulassen: Bei zwei Outs und Runnern auf den ersten beiden Bases gelang Kazuhiro Wada ein 2RBI-Triple. Auch Wada ließ danach nur wenig Chancen zu; aber Yoshimi und die Reliever Hitoki Iwase und Takuya Asao konnten die Dragons-Führung bis zum neunten Inning halten. Fukuoka musste im Heimstadion den Ausgleich der Serie hinnehmen.
| Team     | 1 | 2 | 3 | 4 | 5 | 6 | 7 | 8 | 9 | R | H | E |
| -------- | - | - | - | - | - | - | - | - | - | - | - | - |
| Chūnichi | 2 | 0 | 0 | 0 | 0 | 0 | 0 | 0 | 0 | 2 | 5 | 0 |
| SoftBank | 0 | 0 | 0 | 1 | 0 | 0 | 0 | 0 | 0 | 1 | 5 | 0 |

Starting Pitchers: CHU – Kazuki Yoshimi  SOF – Tsuyoshi Wada   WP: Kazuki Yoshimi   LP: Tsuyoshi Wada  SV: Takuya Asao  

### Spiel 7

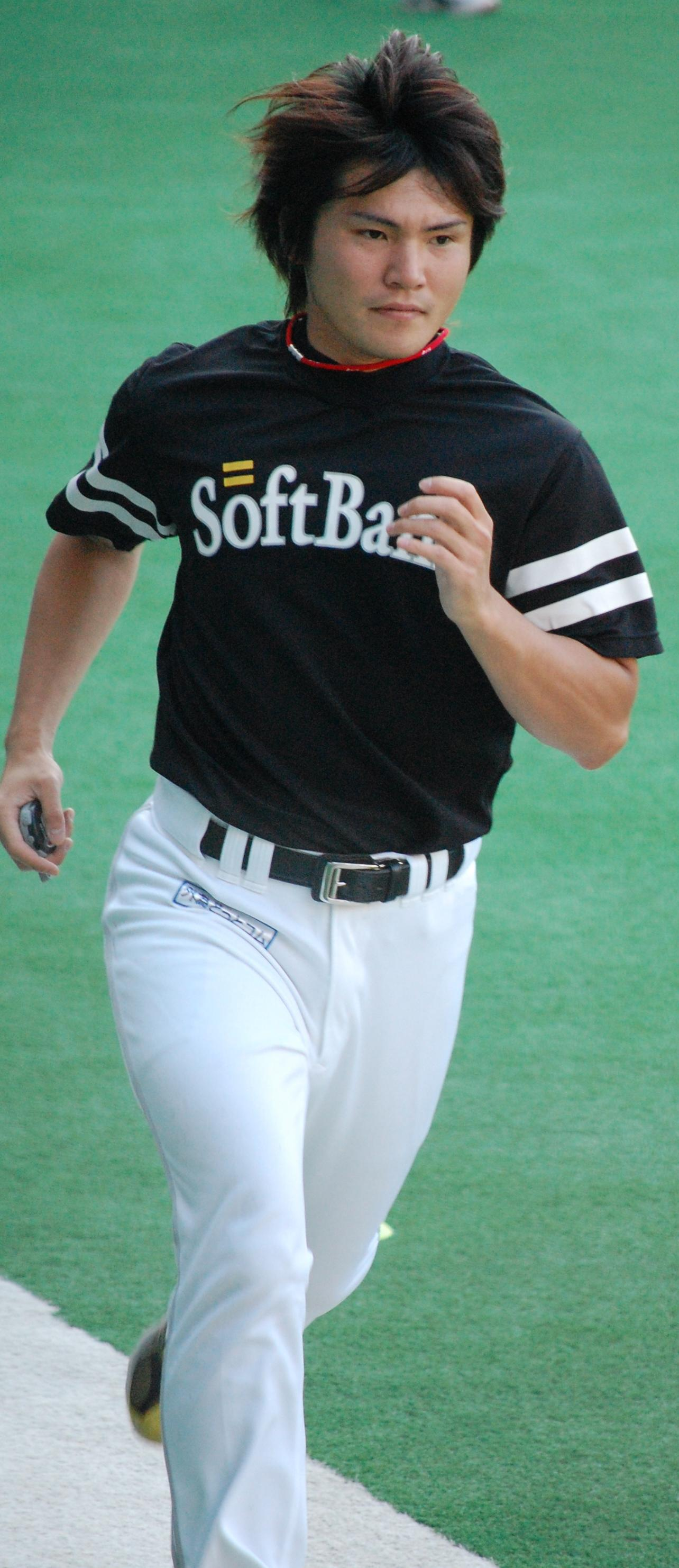
Toshiya Sugiuchi warf im entscheidenden siebten Spiel sieben Shutout-Innings.

Im Entscheidungsspiel der Serie startete für Chūnichi Daisuke Yamai, der in der Nippon Series 2007 acht Innings eines gemeinschaftlichen Perfect Game geworfen hatte. Für SoftBank begann Toshiya Sugiuchi, gegen den die Dragons in sieben Innings nur drei Hits und keinen Run erzielen konnten. Offensiv kamen die Hawks im dritten Inning zur Entscheidung: Hits von Hitoshi Tamura und Yūya Hasegawa und ein Walk für Katsuki Yamazaki sorgten für volle Bases ohne Out. Yamai wurde durch Masato Kobayashi ersetzt, und eine weitere Base on Balls für Munenori Kawasaki brachte den Hawks die 1-0-Führung. RBIs von Katsuki Yamazaki und Seiichi Uchikawa im vierten und siebten Inning erhöhten auf 3-0. Im achten Inning übernahm zunächst Falkenborg von Sugiuchi, im neunten dann Morifuku und Settsu; die Dragons konnten mit insgesamt vier Hits – davon zwei von Tony Blanco – kaum Chancen erzeugen. Der erfahrene Chūnichi-Catcher Motonobu Tanishige, der schon in der Climax Series 2011 ohne Hit in 20 At-Bats war, blieb auch in allen sieben Spielen der Finalserie ohne Hit stellte mit 0 in 23 einen neuen Negativrekord für die Nippon Series auf.
Mit dem ersten Heimsieg der Serie entschied SoftBank die Meisterschaft für sich.
| Team     | 1 | 2 | 3 | 4 | 5 | 6 | 7 | 8 | 9 | R | H | E |
| -------- | - | - | - | - | - | - | - | - | - | - | - | - |
| Chūnichi | 0 | 0 | 0 | 0 | 0 | 0 | 0 | 0 | 0 | 0 | 4 | 0 |
| SoftBank | 0 | 0 | 1 | 1 | 0 | 0 | 1 | 0 | 0 | 3 | 8 | 0 |

Starting Pitchers: CHU – Daisuke Yamai  SOF – Toshiya Sugiuchi   WP: Toshiya Sugiuchi   LP: Daisuke Yamai  SV: Tadashi Settsu  